# Hyamus
Hyamus is een geslacht van hooiwagens uit de familie Assamiidae.
De wetenschappelijke naam Hyamus is voor het eerst geldig gepubliceerd door Thorell in 1891. 

## Soorten
Hyamus is monotypisch en omvat slechts de volgende soort:
- Hyamus formosus